# Videm pri Temenici
Videm pri Temenici je naselje v Občini Ivančna Gorica.